# Comanda de Siscar

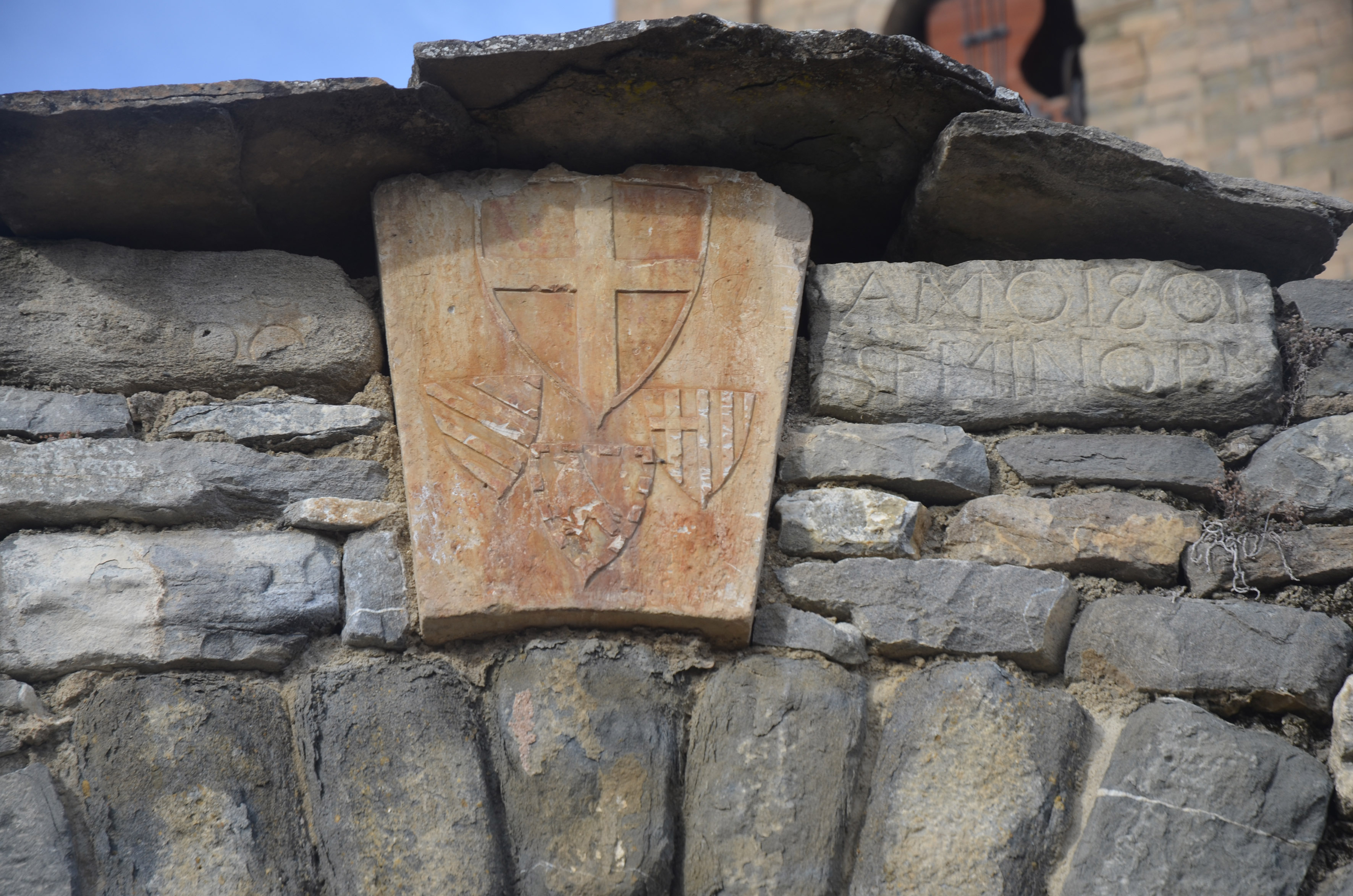
Clau d'arc de Montanyana (priorat de la comanda de Siscar). L'escut superior, en origen policromat, és el de l'orde de l'Hospital de Sant Joan de Jerusalem: "sobre camp de gules (vermell), una creu creu plena d'argent (blanc)".

La comanda de Siscar fou una de les comandes originàries de l'orde de l'Hospital de Sant Joan de Jerusalem, que instal·là la seu al poble ribagorçà del mateix nom. Actualment Siscar és un petit nucli de població, del municipi de Benavarri (Ribagorça, Osca), que s'aixeca sobre un tossal al costat dret del riu Queixigar. Des de l'any 1140 fou seu de la comanda hospitalera de Santa Maria de Siscar. L'any1319 entrà a formar part del Gran Priorat de Catalunya, i el 1425 fou unida a la comanda de Susterris. A partir d'aleshores a la documentació del Gran Priorat figurà dins la denominada comanda de Susterris-Siscar.

## Història
Malgrat la manca de documentació, sembla que el segle xi Siscar havia format part de la quadra d'Entença del castell de Casserres (Estopanyà), i que fou cedida en alou, l'any 1063, per Arnau Mir de Tost al cavaller Mir Gombau. Això fa que la seva feudalització i repoblació es relacionin amb els Entença, els quals, a més de tenir-ne la senyoria, afavoriren l'establiment d'una comanda hospitalera.
Miret i Sans pensava que l'any 1160 s'havia constituït la comanda car aquell any Pons d'Erill, senyor del Pallars, havia donat un capmàs de Sant Llorenç (Castigaleu) a Guillem Ponç, "hospitaler de Siscar", i que aquest podria haver estat el primer comanador de Siscar. Darreres investigacions apunten que l'establiment de la comanda tingué lloc cap al 1140, quan el bisbe Gaufred de Roda donà a l'orde les esglésies de Santa Maria de Siscar i d'Arro. Els primers anys regia la comunitat un prior, com expressa una venda que, l'any 1154, va fer Gerberta de Montanyana “al prior i abat Guillem de Santa Maria de Siscar”. Foren anys en què, els hospitalers obtingueren moltes propietats i privilegis a la Ribagorça; una de les més importants fou la confirmació de l'església de Siscar, que, l'any 1157, els feu el bisbe de Roda-Lleida, a nom del Gran Mestre (Orde de l'Hospital) Ramon de Pui.
Els primers anys de la comanda foren problemàtics. L'abat d'Àger, que s'hi oposava, excomunicà els frares i l'any 1165 aconseguí una butlla del papa Alexandre III on ordenava que els interdits no fossin enterrats al cementiri de la casa, i si, per ventura algun ho hagués estat ja, que l'exhumessin per reparar la injuria feta a l'abat. No se sap si realment es produí cap exhumació. En aquelles circumstàncies adverses fou decisiu el suport que els hospitalers van rebre dels senyors locals. L'any 1167, Arsenda i el seu fill Arnau de Siscar cediren a l'Hospital els drets que tenien a Santa Maria, i aprovaren totes les donacions que en el futur els fossin fetes a Siscar i a Falç. Una altra família notable que els afavorí molt foren els Entença: Òria d'Entença els feu donacions els anys 1157 i 1171, i la seva germana Jussiana d'Entença, comtessa d'Empúries, els anys 1175 i 1176, els concedí en alou el castell de Siscar amb totes les seves dependències. Els Erill, una altra nissaga important, van fer donacions a la comanda en terres de l'Alta Ribagorça, al llarg del segle xii. Finalment, l'any 1188, els hospitalers arribaven a una concòrdia amb la mitra lleidatana.
Comunitat mixta. A la casa de Siscar, l'orde va admetre donades per atendre les funcions hospitalàries. A finals del XII i començaments del segle xiii era una comunitat mixta que anava augmentant amb professions de dames procedents principalment de la noblesa. Segons Miret no és clar si eren simples donades o seguien una regla conventual com les monges d'Alguaire i Sixena. El 1214, el cavaller Ramon de Siscar, que després fou bisbe de Lleida, professà com a hospitaler i cedí a l'orde tots els drets que tenia sobre el castell de Siscar.
El domini territorial de la comanda s'estructurà en tres nuclis: el central, entorn a la vall de Queixigar, un segon a la Terreta, amb Montanyana (sobretot Sant Joan de Montanyana), i el tercer a la Llitera. Alguns pobles com Montanyana, Giró i la Móra de Montanyana, havien estat cedits a l'Hospital probablement en virtut dels pactes sorgits a causa dels polèmic testament del comte Arnau Mir de Pallars Jussài, ja des dels primers temps, devia existir a Montanyana un priorat depenent de Siscar. A finals del segle xii la situació econòmica de la casa de Siscar no devia ser gaire bona i esdevingué una batllia de Susterris. Fou aleshores quan Berart, comanador de Susterris, s'encarregà de l'administració dels béns. Probablement aquesta situació pot explicar el perquè l'obra arquitectònica de l'església restà inacabada. Tot i els privilegis i drets de pastura, a Benasc i a Cabdella, atorgats per Alfons el Trobador, l'any 1172, la casa de Siscar sempre figurà com una de les més petites del Principat.
A partir del segle xiii, es constata un nou cicle d'expansió, crisi i reorganització. El comanador Guillem de Llorac impulsà el patrimoni i aconseguí augmentar-lo, de manera que el 1204 la casa tingué altra vegada -encara que per poc temps- comanador propi. Cal destacar que, des d'aleshores, són consignats entre els membres de la comunitat un sacerdot, que devia exercir el ministeri eclesial, i un prior de Santa Maria que devia tenir cura de l'hospital o casa d'acolliment de pobres.
Quan el 1292 els hospitalers i el bisbe d'Urgell apel·laren al rei per dirimir els seus drets sobre l'església de Montanyana, el rei cessà favorablement a favor dels primers.
L'any 1319, en la reestructuració de la província catalano-aragonesa, les possessions de l'Orde de Sant Joan a la Llitera, que depenien de Siscar, no passaren a la Castellania d'Amposta com altres de la riba esquerra de la Noguera Ribagorçana, sinó que foren integrades en el Gran Priorat de Catalunya. L'any 1425, a causa de les seves migrades rendes -era de les més pobres del Gran Priorat-, Siscar fou annexionada a la casa de Susterris. No cal pensar en una simple annexió, puix que la comanda era titulada de comanda de Susterris i Siscar, de manera que aquesta casa gaudia d'una certa autonomia i de les possessions de la rodalia. Amb tot, és evident que els dominis de la comanda havien disminuït de pobladors i de rendes; la crisi havia estat determinada per diversos factors, com per exemple la pèrdua del primitiu esperit social i religiós.
La tasca dels hospitalers en aquest moment es reduïa gairebé a la percepció de rendes, i, segons la documentació conservada sembla que al llarg de tota l'època moderna només es preocupaven per renovar els capbreus llevadors de llurs dominis. El comanador declarà als visitadors de l'orde que el valor de la comanda de Susterris-Siscar era anualment d'unes 750 lliures barceloneses. El 1752 la comanda de Siscar continua unida ala de Susterris. A l'època moderna l'església de Siscar va ser reformada a la part dels peus i sobrealçada amb l'afegit d'un pis i d'un campanar de cadireta. Potser amb motiu d'aquestes obres es produí el canvi d'advocació a favor de sant Miquel. Amb la supressió dels beneficis incongrus (1769) i de les jurisdiccions privilegiades (1874) Sant Miquel de Siscar passà al bisbat de Lleida.

## Comanadors de Siscar[11]
- Bartomeu, 1152 abat ?
- Guillem, 1154 prior i abat
- Guillem Ponç, 1159-1162
- Guillem de Llorac, 1171-1174
- Arnau de Gia, 1175-1184
- Guillem de Llorac, 1188
- Arnau de Serós, 1188 comanador de Pallars i de Ribagorça
- Berart, 1189-1190 comanador de Susterris i administrador de Siscar
- Guillem de Castellvell, 1192-1195
- Guillem de Saraís, comanador de Pallrs i de Ribagorça
- Guillem de Saraís, 1204-1213
- Guillem de Concabella, 1213-1214
- Ramon d'Alsamora, 1219
- Guillem d'Abella, 1242-1249
- Bernat d'Aguda, 1255
- Arnau de Millars, 1256
- Bernat de Sa Corbella, 1266
- Berenguer Arnau, 1275
- Bertran de Salaverd, 1277
- Berenguer de Valls, 1278
- Pere Miquel, 1280
- Guillem Odaci, 1283
- Arnau de Cardós, 1304
- Arnau de Cervera, 1304-1311
- Pere d'Estaran, 1340
- Bernat Das, 1350
- Berenguer d'Àger, 1353-1366
- Guillem Sicart, 1408

## Arquitectura

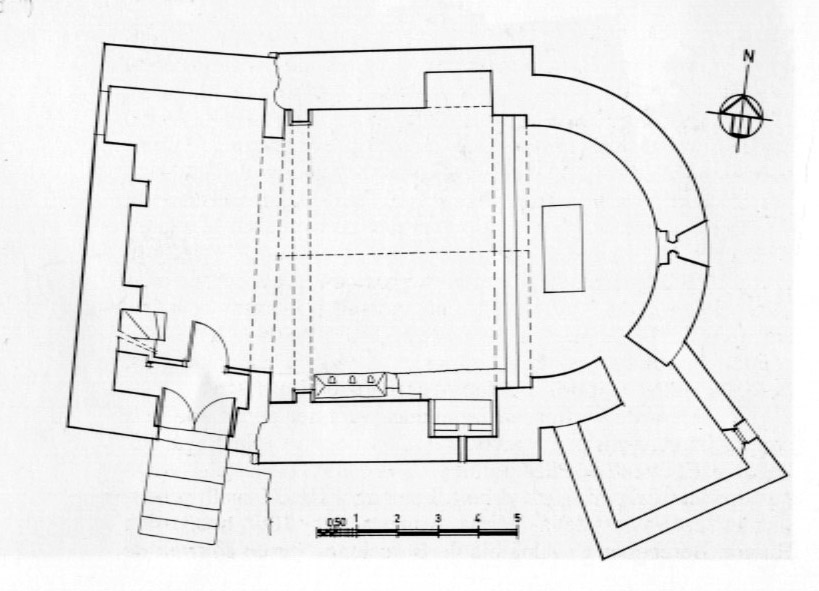
Siscar (Benavarri, Ribagorça). Planta de l'església de Sant Miquel, antiga Santa Maria, (s/. Catalunya Romànica, XVI, p. 326).

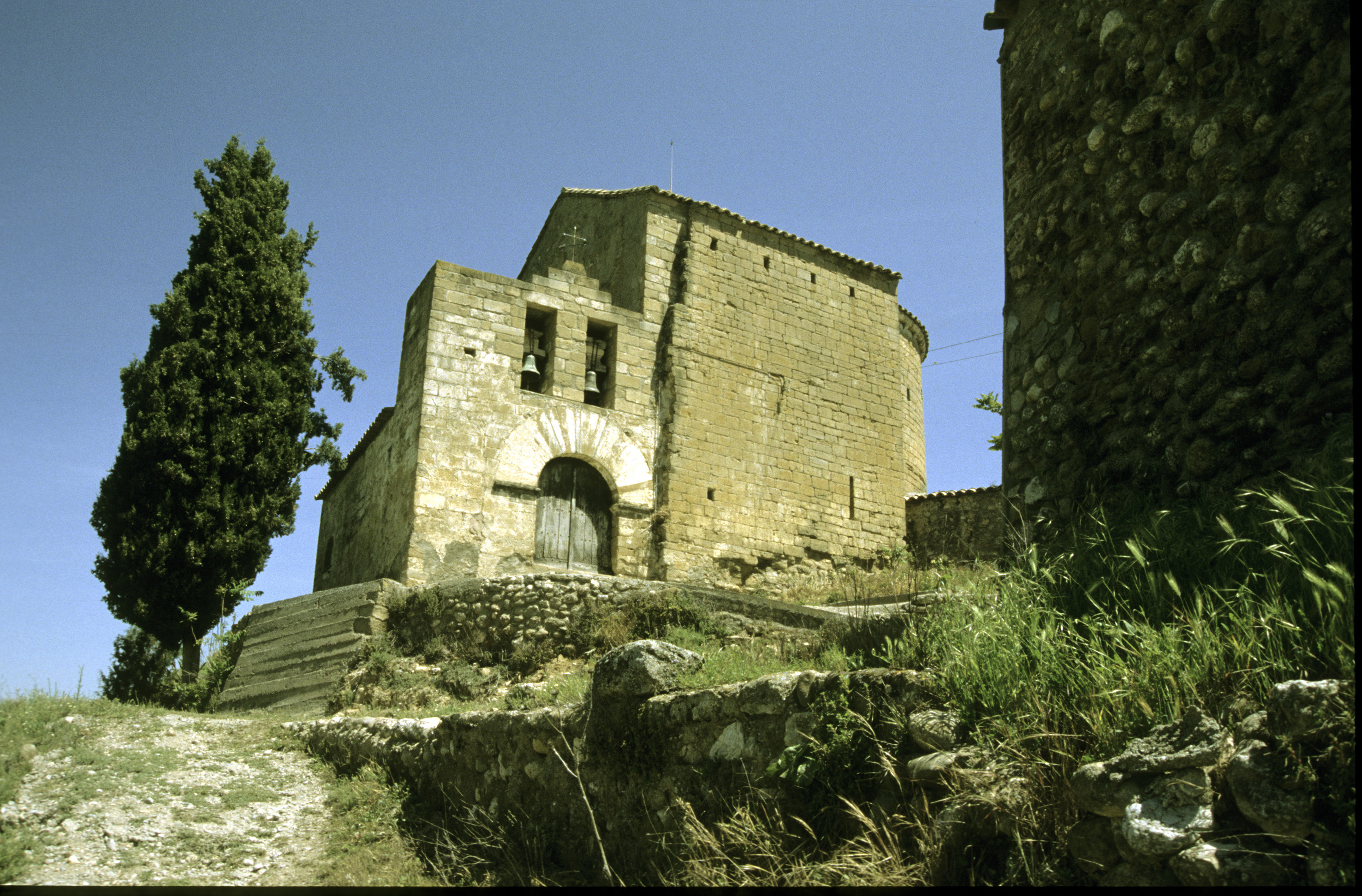
Sant Miquel (abans Sta. Maria) de Siscar, vista des del sud. Fou seu de la comanda hospitalera. (Segles XII-XIII)

### Església de Sant Miquel (abans Santa Maria)
Presidint el poblet de Siscar, sobre un tossal rocallós, s'aixeca l'antiga església de Santa Maria (avui parroquial de Sant Miquel) que fou seu de la comanda hospitalera. Prop de l'església, a la part alta del poble, hi ha l'actual castell, que posseïa, a més de la casa habitació, un molí i un trull. Desconeixem com era en l'Edat Mitjana; avui és més o menys com el deixaren el segle XVI: un casal fortificat, adaptat a les necessitats agropecuàries dels temps moderns.
	Malgrat haver restat inacabada (o potser fou mutilada en època moderna), l'església de Santa Maria de Siscar és encara un monument romànic que impressiona. Conserva bona part de la nau, coberta de canó apuntat, i l'absis semicircular amb quart d'esfera. En conjunt és una fàbrica alta i sòlida construïda de carreuada molt bo i regular. Exteriorment l'absis està resseguit d'una austera cornisa que descansa sobre permòdols llisos. Les modificacions afectaren el peu de la nau (se la veu escurçada); sembla que aleshores hi afegiren un cos força més baix, on col·locaren, guaitant a migdia, la porta d'accés precedida d'unes escales i coronada d'un campanar de cadireta. Malgrat tot, l'afegit no desentona. La porta és un bell element dovellat de punt rodó amb impostes remarcades.